# Том Тейлър
„Том Тейлър“ (в оригинал: Tom Tailor) е фирма, която произвежда облекло и аксесоари.
Компанията е основана на 26 януари 1962 г. в Хамбург, Германия. Председател на компанията е Уве Шрьодер.
Нейни продукти се продават в 45 000 магазина в 80 страни. Освен облекла, фирмата в последно време разширява продуктовата си линия и с часовници и очила.